# تراکیه

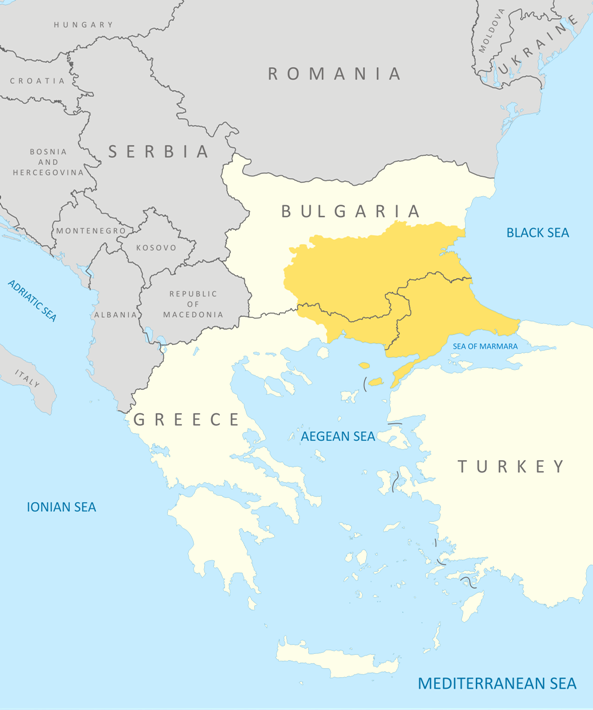
مرزهای تراکیه

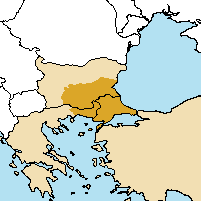
مرزهای تراکیه در کشورهای امروزی یونان، ترکیه و بلغارستان

تْراکیه،تْراسیا یا تْراس سرزمینی جغرافیایی و تاریخی در جنوب‌شرقی اروپا است که امروزه بین بلغارستان، ترکیه و یونان تقسیم شده‌است.

## مقدمه
تراکیه از کشورهای باستانی ناحیهٔ بالکان و در قسمت جنوب شرقی بالکان واقع است، و در آغاز حدود شمالی آن به طوفه منتهی می‌شد ولی بعد رشته کوه بالکان حدود آن شناخته شد. سرزمینی که در شمال تراکیا، روبروی صربستان قرار داشت «مسیا» نامیده می‌شد. از مشرق به دریای سیاه، از جنوب به تنگه بسفر و داردانل و مرمره، از مغرب به مقدونیه محدود بوده‌است. در زمان فیلیپ و اسکندر قسمت غربی تراکیا به مقدونیه پیوسته شد. یونانیان قدیم زمانی تمام سرزمین اروپا را که در شمال یونان واقع بود تراس می‌گفتند.

## اهالی تراکیه
اهالی باستانی آن از اقوام «پلاسج» بودند و با سایر اقوام پلاسجی که در نواحی غربی آناتولی ساکن بودند مناسبات و خویشاوندی داشتند. مردمی شجاع بودند و از راه چوپانی زندگی می‌کردند، با این همه تمدن آنان قدیمی‌تر از یونانیان به نظر می‌رسد؛ زیرا یونانیان خود معتقدند که شعر و موسیقی و بعض چیزهای دیگر در آغاز در تراکیا به وجود آمده‌است. عقاید ایشان مانند عقاید سایر پلاسجیان و یونانیان بوده، و بزرگ‌ترین معبود آنان بندیس (کنایه از قمر) و قوتینو بوده‌است و رب‌النوعی نیز به نام ساباز که رب‌النوع جنگ بوده، داشتند. در سواحل تراکیا قصبه‌ها و اسکله‌های بسیاری توسط یونانیان بنا شده بود که بعضی از آن‌ها از مستعمره‌های یونانیان بود و بعضی به‌طور مستقل اداره می‌شد. تراکیا به نواحی کوچک بسیار تقسیم شده بود و همچنین در زمان قدیم بین قبایل مستقل بسیاری منقسم گردیده بود.

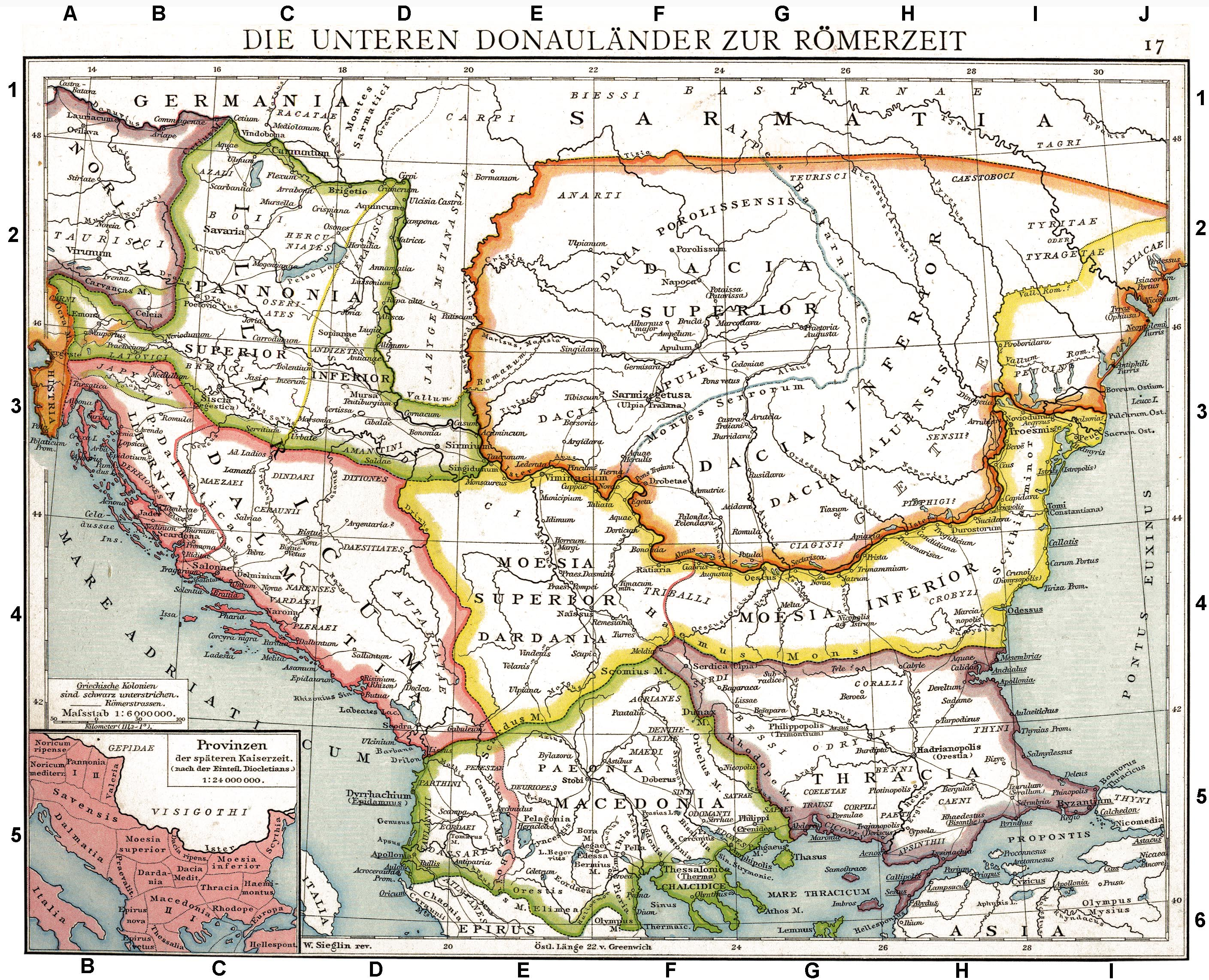
تراکیه باستان روی نقشه در کنار مقدونیه، ایلیریا، مسیا و داکیا، از الکساندر فندلی، نقشه جغرافی باستان، نیویورک، ۱۸۴۹

## حکمرانان
در قرن پنجم پ. م توسط هخامنشیان اداره می‌شد؛ حکمرانان ایرانی بسیاری که تابع ایران بودند به ظهور رسیده بودند. در عهد فیلیپ و اسکندر تراکیا به منزلهٔ ایالتی تابع دولت مقدونیه به‌شمار می‌آمد و پس از مرگ اسکندر جزء قلمرو لوسیماخوس گردید. وی در ۳۰۷ پ. م عنوان حاکم تراکیا را گرفت و پس از آن در ۲۷۲ پ. م به دست سلفقوس شکست دهنده لوسیماخوس و در ۲۸۱ پ. م به دست بطلمیوس کراونوس افتاد، و مدتی نیز گروهی از حکمرانان بر آن‍جا تسلط داشتند تا در ۴۶ م. به تصرف رومیان درآمد و یکی از ایالات روم محسوب گردید و در تقسیم دولت روم جزو امپراتوری روم شرقی قرار گرفت و بعد جزء امپراتوری عثمانی شد. از این پس نام «تراکیا» متروک شده و قسمت شرقی روم ایلی را تشکیل می‌داد و از زمان قدیم یونانیان که به سواحل تراکیا نزدیک شده‌اند و پس از ایشان رومیان و بلغارها و اسلاوها که از شمال‌شرقی به این ناحیه آمده‌اند به‌تدریج اهالی قدیمی تراکیا از میان رفته‌اند. باشندگان امروزی تراکیه را ترک‌ها، بلغاری‌ها، رومیان و جز آنان تشکیل می‌دهند.

## جغرافیا
تراکیه ناحیه‌ای از سه طرف محصور در میان دریای سیاه، دریای تراکیه و دریای اژه واقع در خاور شبه‌جزیرهٔ بالکان می‌باشد و بگاه باستان شمال شرق یونان امروزی، شمال غرب ترکیه، جنوب و مرکز بلغارستان و شرق یوگسلاوی تا سرحد دانوب را تشکیل می‌داد. امروزه ۷۸٪ تراکیه (برابر با ۱۱۰٬۹۱۲ کیلومتر مربع) در بلغارستان، ۱۶٪ (۲۳٬۳۴۸ کیلومتر مربع) در ترکیه و ۶٪ آن (۸٬۵۸۶ کیلومتر مربع) در یونان واقع شده‌است. کرانه‌های جنوبی تراکیه از سدهٔ هشتم پ. م توسط مهاجران ایونی که از میلت بدان‌جا رهسپار شده بودند، مسکونی شد. پیش از آن مهاجران آریایی از اوایل هزارهٔ دو پ. م به تراکیه کوچیده و در آنجا سکنی گزیده بودند. تراکیه‌ای‌ها خود از اسکیت‌ها یعنی از اقوام هندواروپایی بوده و زبانی را صحبت می‌کردند که امروزه از آن بجز چند نام و چند واژه چیزی باقی نمانده‌است. ابن گروه حدود هزارهٔ دوم پیش از میلاد به سرزمین تراکیه آمده و در آنجا مأوا گزیده بودند. مذهب یونان باستان شدیداً متأثر از باورهای تراکی بود. تراکی‌ها در نزد یونانیان باستان به عنوان سوارکارانی خشن شناخته می‌شدند. نام ایزد تراکیه سالموکسیس بود که به زبان سکائی پادشاه سرزمین چرم معنی می‌داد و این بخاطر چرم‌ها و تسمه‌های مرغوب ساخت این منطقه بوده‌است. بیشتر آثار و گنج‌های یافته شده از تراکی‌ها در بلغارستان امروز بوده‌است.